# Општина Шофроња (Арад)
Шофроња (рум. Şofronea) општина је у Румунији у округу Арад.
Oпштина се налази на надморској висини од 104 m.